# 习近平文化思想
习近平文化思想是中国共产党中央委员会总书记、中华人民共和国最高领导人习近平在宣传思想文化工作方面的指导思想，属于习近平新时代中国特色社会主义思想的一部分。

## 历史

### 背景
2013年8月，中国共产党第十八次全国代表大会后首次全国宣传思想工作会议上，习近平强调“意识形态工作是党的一项极端重要的工作”。
2017年10月，中国共产党第十九次全国代表大会报告中首次提出“新的文化使命”命题，要求“推动社会主义文化繁荣兴盛”。
2018年8月21日至22日，全国宣传思想工作会议以“九个坚持”概括宣传思想工作的规律性认识。
2021年7月1日，在庆祝中国共产党成立100周年大会上，习近平首次正式提出“两个结合”论断，即“坚持把马克思主义基本原理同中国具体实际相结合、同中华优秀传统文化相结合”。
2022年10月，中国共产党第二十次全国代表大会从五个方面重点部署文化建设工作，要求“必须坚持中国特色社会主义文化发展道路”。
2023年6月2日，习近平在文化传承发展座谈会上明确文化建设方面的“十四个强调”，总结“中华文明的五个突出特性”，对于“两个结合”特别是“第二个结合”进行了深刻阐述。

### 提出
2023年10月7日至8日，全国宣传思想文化工作会议在北京召开，首次提出了习近平文化思想。会议提出，习近平文化思想由习近平总书记在新时代文化建设方面的新思想新观点新论断形成，既有文化理论观点上的创新和突破，又有文化工作布局上的部署要求，是一个不断展开的、开放式的思想体系。但是会议并没有给出习近平文化思想的具体内容。

## 内容
据《人民日报》报道，习近平文化思想中的基础性、原则性内容为以下十一个方面的“重大创新观点”：
- 坚持党的文化领导权
- 推动物质文明和精神文明协调发展
- 坚持“两个结合”
- 担负新的文化使命
- 坚定文化自信
- 培育和践行社会主义核心价值观
- 掌握信息化条件下舆论主导权、广泛凝聚社会共识
- 坚持以人民为中心的工作导向
- 保护历史文化遗产
- 构建中国话语和中国叙事体系
- 促进文明交流互鉴

## 外部連結
- 深入學習貫徹習近平文化思想 - 中國軍網 （页面存档备份，存于）